# Aloe bullulata
Aloe bullulata é uma espécie de liliopsida do gênero Aloe, pertencente à família Asphodelaceae.